# Killer Karaoke
Killer Karaoke é um game show estadunidense exibido pela truTV desde 23 de novembro de 2012. O programa é baseado no brasileiro Cante se Puder, que por sua vez é inspirado no britânico Sing If You Can. Steve-O é o apresentador do programa que faz parte da série Jackass.